# Trygve Lundgreen
Trygve Lundgreen (ur. 9 kwietnia 1888, zm. 1 czerwca 1947) – norweski łyżwiarz szybki, brązowy medalista mistrzostw świata.

## Kariera
Reprezentował barwy klubu Kristiania Skøiteklub. Największy sukces w karierze Trygve Lundgreen osiągnął w 1912 roku, kiedy zdobył brązowy medal podczas wielobojowych mistrzostw świata w Oslo. W zawodach tych wyprzedzili go jedynie jego rodak, Oscar Mathisen oraz Gunnar Strömstén z Wielkiego Księstwa Finlandii. W poszczególnych biegach Lundgreen był drugi w biegu na 5000 m, trzeci na 10 000 m, czwarty na 1500 m oraz piąty na dystansie 500 m. We wszystkich biegach najlepszy był Mathisen. Był to jedyny medal wywalczony przez Lundgreena na międzynarodowej imprezie tej rangi. Był też między innymi piąty na rozgrywanych rok wcześniej mistrzostwach świata w Trondheim. Zajął tam między innymi drugie miejsce w biegach na 5000 i 10 000 m. W tym samym roku był ponadto szósty na mistrzostwach Europy w Hamar, jednak nie znalazł się w czołowej trójce żadnego biegu.